# 32945 Lecce
32945 Lecce è un asteroide della fascia principale. Scoperto nel 1995, presenta un'orbita caratterizzata da un semiasse maggiore pari a 3,0895027 UA e da un'eccentricità di 0,0751491, inclinata di 11,61405° rispetto all'eclittica.